# Denise Curry
Denise Curry, född 22 augusti 1959 i Fort Benton, Montana, är en amerikansk basketspelerska som tog tog OS-guld 1984 i Los Angeles. Detta var USA:s tredje OS-guld i dambasket någonsin. Hon har varit med och vunnit franska basketmästerskapen 1986 och 1987 för laget Stade Francais.